# Крохмальний Роман Олексійович
Крохмальний Роман Олексійович — декан філологічного Львівського національного університету імені Івана Франка, кандидат філологічних наук, доцент.

### Життєвий шлях
Народився 01 липня 1972 у Львові. Навчався в Львівській середній загальноосвітній школі № 54.  у 1994 закінчив українську філологію в Львівському національному університеті імені Івана Франка. Викладач української мови і літератури. У 1998 р. захистив кандидатську дисертацію на тему «Українська романтична поезія 20-60-х років ХІХ століття: модуль метаморфози» та здобув науковий ступінь кандидата філологічних наук (10.01.01 – Українська література). 1995 – 2001 рр. – асистент кафедри української літератури; 2001-2014 рр. – доцент цієї ж кафедри; 1997 – 2002 рр. – заступник декана філологічного факультету ЛНУ імені Івана Франка, 2002 – 2010 рр. – декан факультету доуніверситетської підготовки ЛНУ імені Івана Франка;2009-2012 рр. Заступник голови ЕР ДАК МОН України і голова комісії НМК МОН України (доуніверситетська та базова підготовка іноземних громадян); 2010 – 2014 рр. – проректор з науково-педагогічної роботи ЛНУ імені Івана Франка;  2011 – 2015 рр. – в.о. завідувача кафедри бібліотекознавства та бібліографії факультету культури і мистецтв; з грудня 2015 року - декан факультету культури та мистецтв і доцент кафедри бібліотекознавства і бібліографії ЛНУ імені Івана Франка  [Архівовано 10 травня 2019 у Wayback Machine.]. Із 2018 р. – член  Міжгалузевої експертної ради з питань вищої освіти МОН України. Автор і викладач курсів: «Основи наукових досліджень», «Теорія і методологія інформаційного суспільства», «Основи наукового тексту», «Образ і текст», "Відеоконтент соцмереж", "Історія української літератури першої пол.ХІХ  століття", "Наукові дослідження та основи інтелектуальної власності" (у співавт.) ; науковий керівник дипломних і магістерських робіт, кандидатської дисертації. Від 1 липня 2021 року - в.о.декана філологічного факультету. З 1 квітня 2024 року - декан філологічного факультету Львівського національного університету імені Івана Франка. 
Одружений з Крохмальною Галиною Іванівною  [Архівовано 7 серпня 2020 у Wayback Machine.] та має двох дітей.

###### Сфера наукових зацікавлень
Науковий текст; інформація і освіта; інформаційні технології у ВНЗ; поетика тексту, проблеми шевченкознавства, когерентність художнього образу; мережеве суспільство та ШІ.
Автор монографії “Метаморфоза і текст” (2005 р.), більше 90 наукових публікацій.
За період 2010–2025 рр. опублікував: 7 навчально-методичних посібників (5 із них – у співавт.), 49 наукових статей (з них – 6 у співавтор.; 7 – у закордонних виданнях), 2 розділи у колективних монографіях.

### Вибрані публікації
- Крохмальний Р. Поетика метаморфоз в українських народних казках. // Матеріали всеукраїнської наукової конференції “Сучасна філологічна наука в національному відродженні”. Львів, 1992. – С. 143-144.
- Крохмальний Р. Метаморфози людської сутності в поезіях Г.Сковороди.  // Тези доповідей Міжнародної конференції “Ідейна спадщина Г.Сковороди в контексті світової і вітчизняної культури”. 9-11 листопада 1994 р. Київ. — К., 1994. — С.30-31.
- Крохмальний Р.  До проблеми вивчення метаморфоз в “Історії української літератури” М.Грушевського // Матеріали міжнародної наукової конференції “Михайло Грушевський i Західна Україна”. -Львів, 1995. – С. 200-203.
- Крохмальний Р. Метаморфози у поезії Миколи Костомарова//“Українська
- філологія: досягнення i перспективи”. Збірник наукових праць Міжнародної наукової конференції, присвяченої 145-річчю від дня заснування кафедри української словесності у Львівському університеті. – Львів, 1995. – С. 219-223.
- Крохмальний Р. Дивосвіт метаморфози (грані поетики)//Українське літературознавство. Збірник – Випуск 63. -Львів, 1997. – С. 85-91.
- Крохмальний Р. Модуль метаморфози: текст у тексті//Альманах “Молода нація”. — № 5. — К., 1997. — С. 95 -100.
- Крохмальний Р. Модуль метаморфози і Франкова стаття “Тополя” Т.Шевченка//Матеріали Міжнародної наукової конференції “Іван Франко – поет, мислитель, громадянин 25-27 вересня 1996 року”.   Львів., 1998. – С.551-557.
- Крохмальний Р. Трансферність і трансфігуративність образу у польському та українському тексті: “Лілеї” Адама Міцкевича — “Лілея” Тараса Шевченка //Матеріали міжнародної славістичної конференції пам’яті професора Костянтина Трофимовича (1-3 квітня 1998 року, м.Львів): У 2 т. – Т.2.- Львів, 1998.- С.147-152.
- Крохмальний Р. Модуль метаморфози – універсальний текст-код//Семантика, синтактика, прагматика мовленнєвої діяльності. Матеріали Всеукраїнської наукової конференції 25-27 січня 1999 року. Львів.- Львів, 1999.- С.123-128.
- Крохмальний Р. Праукраїнський дух у текстах  романтиків ХІХ ст.//Українська філологія: школи, постаті, проблеми. Збірник наукових праць Міжнародної наукової конференції, присвяченої 150-річчю від дня заснування кафедри української словесності у Львівському університеті. – Львів, 1999. – С.448-453.
- Крохмальний Р.“Метаморфоза в українській літературі першої половини ХІХ століття: грані поетики”. Матеріали до спецкурсу для студентів спеціальності «українська мова та література» – Львів, 2003. – 105 с.
- Крохмальний Р. Метаморфоза і текст (семантична, структуротворча та світоглядна роль переміни художнього образу). Монографія. – Львів: Видавничий центр Львівського національного університету імені Івана Франка, 2005.— 424 с.
- Крохмальний Р. Поетика трансферності у візіях Миколи Костомарова//Вісник Львівського університету. Серія філологічна. – 2007.- Вип.41. – С.44-52.
- Крохмальний Р. Фольклорний фітонім як архетипний символ трансферності та когерентності художнього образу//Міфологія і фольклор. – № 1. – 2008. – С. 67-77.; Міфологія і фольклор. – № 1 (2). – 2009. – С. 60-71.
- Крохмальний Р.«Дух таємничий, незнаний, а сильний…» (когерентність світів у повісті Івана Франка «Петрії й Довбущуки»// «Іван Франко: дух, наука, думка, воля»: Матеріали Міжнародного наукового конгресу, присвяченого 150-річчю від дня народження Івана Франка.— Львів, 27 вересня – 1 жовтня 2006 р.— Львів: Видавничий центр Львівського національного університету імені Івана Франка, 2008.- С.753-765.
- Крохмальний Р. «Між синім небом і чорним Стіксом»: вирішальні моменти формування світогляду Р.Іваничука — Митця і Громадянина//Меч і мисль: творчість Романа Іваничука у національних вимірах української культури: Збірник наукових праць. – Львів-Ужгород: Ґражда. 2009. – С.139-151.
- Крохмальний Р.«Пурпурове сонце в ситній скрині неба»: формула когерентності поетичного світу Б.І.Антонича//Міфологія і фольклор.- № 1(5).- 2010. – С.50-58.
- Крохмальний Р.«Рано засіяне поле»: деякі аспекти поетики малої прози Ірини Вільде//Українське літературознавство. – Випуск 69. – Львів, видавничий центр ЛНУ імені Івана Франка, 2010. – С.238-253.
- Крохмальний Р. (у співавт. з Л.П.Бондар). Історія української літератури першої половини ХІХ століття: методичні вказівки, матеріали, рекомендації (для студентів філологічного факультету).//Львів, Видавничий центр Львівського національного університету імені Івана Франка, 2010 – 228 с.
- Крохмальний Р. Концепт порогової ситуації в художній інтерпретації Івана Нечуя-Левицького//Українське літературознавство. – Випуск 71. – 2010. – С. 15-25.
- Крохмальний Р. Кошик зі смерекового коріння: до проблеми когерентності деяких літературознавчих засад Миколи Ільницького//Парадигма. Випуск 5. Зірник наук.праць на пошану Миколи Ільницького. – 2010. – С.44-55.
- Крохмальний Р.«І Вавилон. І Надсянська легенда…» Проблема концепту когерентності художнього образу: архетип і текст//Міфологія і фольклор. – №3-4 (7). – 2010. – С.60-65.
- Крохмальний Р.Крізь епохи та світи: трансфігурація і трансферність як форми когерентності художнього образу//Українське літературознавство.- ЛНУ ім.Івана Франка, вип.73, Львів, 2011.- С. 28 – 37.
- Крохмальний Р. Просторово-часовий континуум кумулятивної казки (до проблеми когерентності художнього образу)//Міфологія і фольклор. – №3-4. – 2011. – С.20-27.
- Крохмальний Р.До проблеми концепту когерентності художнього образу в українській літературі//Таємниця слова: збірник наукових праць/д-р філол. наук, проф. Тарас Салига (відп.ред.) та ін. – Львів: ЛНУ імені Івана Франка, 2012. – С.231-245.
- Крохмальний Р.Пракорінь Шевченкового слова//Slowo. Tekst. Czas XI. /pod red. M.Hordy, W. Mokijenki, T.Szutkowskiego і H.Waltera. – Szcecin-Greifswald, 2012. – S.873-878.
- Krokhmalny R. Metamorphose of the Coherent Myth-Space in Taras Shevchenko Poetry//Spheres of culture. Journal of Philological, Historical, Social and Media Communication, Political Science and Cultural Studies – Lublin, 2012. – S.124-131.
- Krokhmalny R. Die Formel der vergleichenden Kohärenz in der Poetik der Texte Taras Ševčenkos (Формула порівняльної когерентності в поетиці текстів Тараса Шевченка)//Jahrbuch der V. Internationalen virtuellen Konferenz der Ukrainistik “Dialog der Sprachen – Dialog der Kulturen. Die Ukraine aus globaler Sicht” Reihe: Internationale virtuelle Konferenz der Ukrainistik. Bd. 2014. Herausgegeben von Olena Novikova, Peter Hilkes, Ulrich Schweier. Verlag Otto Sagner, München – Berlin, 2015.- S.369-379. [Архівовано 10 травня 2019 у Wayback Machine.]

- Крохмальний Р. Стиль ампліфікаційної  когерентності у фольклорному та літературному тексті. / Роман Крохмальний // Міфологія і фольклор. – 2015. – № 3-4(19). – С.80 -88.

- Крохмальний Р.О. Комунікація і сучасне навчальне середовище ВНЗ: виклики інформаційного суспільства /Роман Крохмальний// Молодий вчений. – 2016. – № 10 (37). – С.137 -140.

- Крохмальний Р.О. Проблеми комунікації в сучасному освітньому середовищі : [CD-ROM] / Крохмальний Роман // VІІ Львівський міжнародний бібліотечний форум «Модерна бібліотек@ в мінливому світі» : збірник матеріалів / Укр. бібл. асоц. ; редкол. : В. С. Пашкова, О. В. Воскобойнікова-Гузєва, В. В. Загуменна, І. О. Шевченко, Я. Є. Сошинська, О. В. Васильєв. – Електрон. вид. – Київ : УБА, 2016. – С.32-34.
- Крохмальний Р. Образ і текст: світоглядні, мистецькі  та  комунікативні виміри (на матеріалі текстів українських романтиків першої половини XIX століття): навч. посіб./ Роман Крохмальний. ‐ Львів : ЛНУ імені Івана Франка, 2017.– 344 с.
- Інформаційна справа, книгознавство, бібліотекознавство, бібліографознавство : збірник тестових завдань для комплексної перевірки знань студентів /Крохмальний Р.О., Демчук Н.Р., Чирук Є.Г. та ін. Львів : ЛНУ імені Івана Франка, 2017. – 472 с. (тестові завдання № 469–557, 2519–2543).
- Крохмальний, Роман. Особливості когерентності мистецького слова : фольклорний аспект / Р. Крохмальний. // Міфологія і фольклор. – 2016. – № 3-4(21). – С.17-24.
- Krokhmalny R. Національна свідомість і металінгвістичний код (обсяг 12 с.) VІ Internationale virtuelle Konferenz der Ukrainistik «Dialog der Sprachen – Dialog der Kulturen. Die Ukraine aus globaler Sicht» Reihe: Internationale virtuelle Konferenz der Ukrainistik. Bd. 2016.- S.563-573.
- Крохмальний Роман. Когерентність образу: до проблеми інформаційної природи мистецького явища / Вісник Львівського університету. Серія мистецтвознавство. Випуск 18. С.289-315.
- Крохмальний Роман. Веб-сайт Львівського національного університету імені Івана Франка 2.0.(перший етап: перспективні задуми і методологія інформаційного наповнення)  / Вісник Львівського університету. Серія книгознавство, бібліотекознавство та інформаційні технології. Випуск 11-12.-2017. С.119-127.
- Крохмальний Р. О. Відеоблог як явище сучасної інтернет-комунікації (дискурсивні маркери і когерентність образу) [Текст] / Р. О. Крохмальний, Д.  Р.  Крохмальний // Молодий вчений. — 2018. — №8. — С.18-21
- Крохмальний Роман. Бібліотечна освіта і міжнародні інтернет-комунікації / Вісник Львівського університету. Серія  книгознавство, бібліотекознавство та інформаційні технології. Випуск 11-12.2017 С.291-292.
- Крохмальний Роман. До проблеми функціонування явища «когерентність художнього образу» у фольклорному та літературному тексті: світоглядний, комунікативний і термінологічний аспект / У вимірах слова: збірник наукових праць на пошану професора Ірини Кочан / упоряд. Олександра Антонів, Оксана Туркевич, Іванна Фецко. – Дрогобич: «Посвіт», 2019. – 502 с. С.396-405.
- Крохмальний Роман. Інфоестетика когерентності у тексті Тараса Шевченка / Міфологія і фольклор. 2018. N 1-4. С. 61-67.
- Крохмальний Р. (у співавт. із Г.Крохмальною) До проблеми функціонування концептів явища “якість освіти” в умовах інформаційного суспільства // Вісник Львівського університету. Серія педагогічна  – № 32. 2019. – С.116-126.
- Крохмальний Р. (у співавт. із С.Крохмальною) Деякі концепти інтернет-комунікації в сучасному театральному мистецтві// Молодицй вчений. – No 4 (80). квітень 2020. – С.125-128.
- Основи наукових досліджень : навч.-метод. посібник / за редакцією Р. О. Крохмального. – 2-ге вид., перероб. і допов. – Львів : ЛНУ імені Івана Франка, 2020. – 464.с.
- Krokhmalnyi R. Information and terminological concepts of project actions in higher education domain / H. Krokhmalna, D. Krokhmalnyi, P. Kazimi // International Workshop. IT Project Management 2021.– S. 381-390.
- Крохмальний Роман. Ейдетична когерентність як джерело інформаційної естетики у поезіях Тараса Шевченка //Література та історія: антропос–топос–тропос : монографія [М. Ільницький, І. Терехова, О. Шостак та ін.] ; за ред. М. Гнатюка . – Львів : ЛНУ імені Івана Франка, 2023. – С.269-280.
- Крохмальний Роман. Особливості когерентности літературознавчих досліджень і сучасної наукової комунікації. // Літературознавчий дискурс і спадок Михайла Возняка : монографія / за ред. В. І. Микитюк, Н. Л. Федорак. – Львів : ЛНУ імені Івана Франка, 2023 – С.72-93. Висновки С.283-285.
- Крохмальний Роман(у співавт, з Галиною Крохмальною) Навчальний контент в епоху мережевої логіки та розвитку елементів штучного інтелекту: терміни і проблеми / Р. Крохмальний, Г. Крохмальна // Вісник Львівського університету. Серія педагогічна. Випуск 39. 2023 р. – С.116–126.
- Крохмальний Роман(у співавт, з Галиною Крохмальною). Інструменти ШІ, генерування текстів та концепти навчальної комунікації / Р. Крохмальний, Г. Крохмальна // Вісник Львівського університету. Серія педагогічна. Випуск 40. 2024 р. – С.163-177.
- Крохмальний Роман (у співавт. з Соломія Бук, Світлана Григорук) Багатовимірність як кредо у науці та житті// Вісник Львівського університету. Серія філологічна. Випуск 76, 2024. С.7-20.
- Крохмальний Роман Художній образ у науковій комунікації: між когерентністю та інтермедіальністю  // Вісник Львівського університету. Серія філологічна. Випуск 76, 2024. С.246-260.